# Julianadorp (Curaçao)
Julianadorp is een wijk van Willemstad. De wijk ligt in het midden van Curaçao en circa 5 kilometer ten westen van het Schottegat. De eerste huizen werden gebouwd rond 1928. Dit waren 'twee-onder-een-kap' huizen van twee verdiepingen. Het gedeelte waar deze huizen staan is bekend als Oud Julianadorp. In 1948 werd Julianadorp vervolgens flink uitgebreid door de bouw van huizen van één verdieping. De wijk was ooit omringd door een hek met poorten bij de toegangswegen.
Julianadorp en Emmastad waren de wijken waarin de directie en het hogere personeel van de raffinaderij van Shell gehuisvest werden.

## Gallery

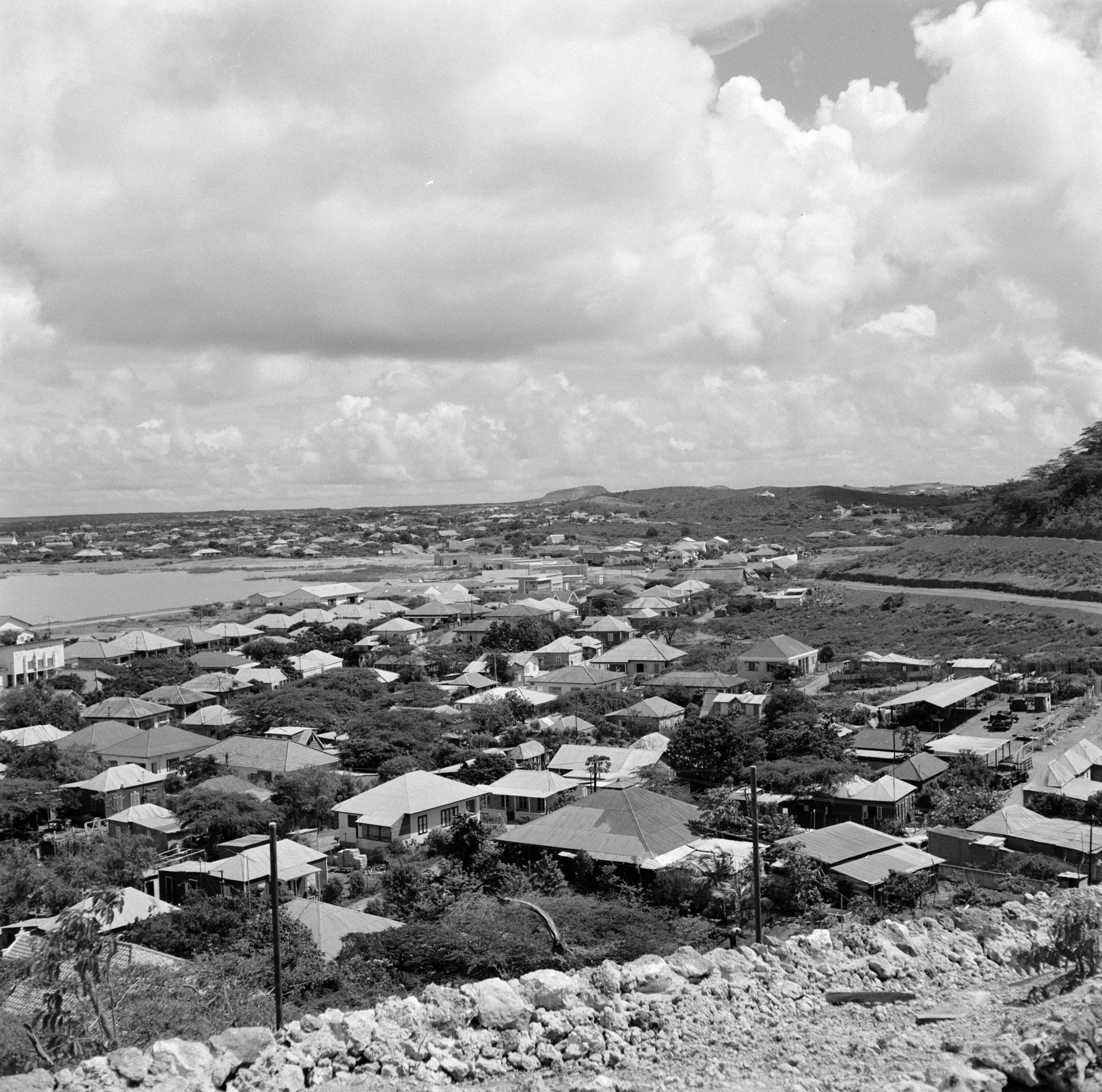
Julianadorp aan het Schottegat (1955)
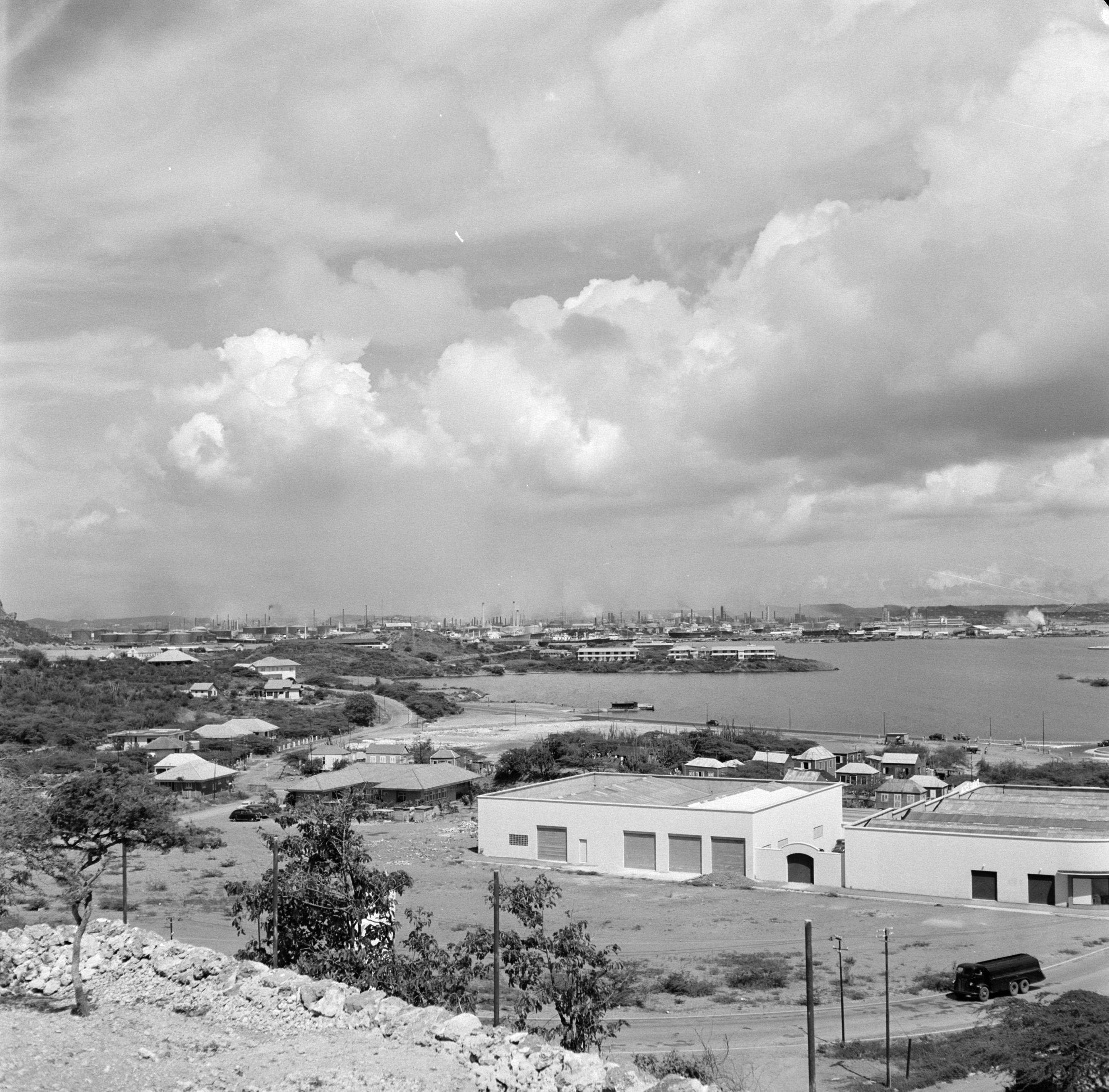
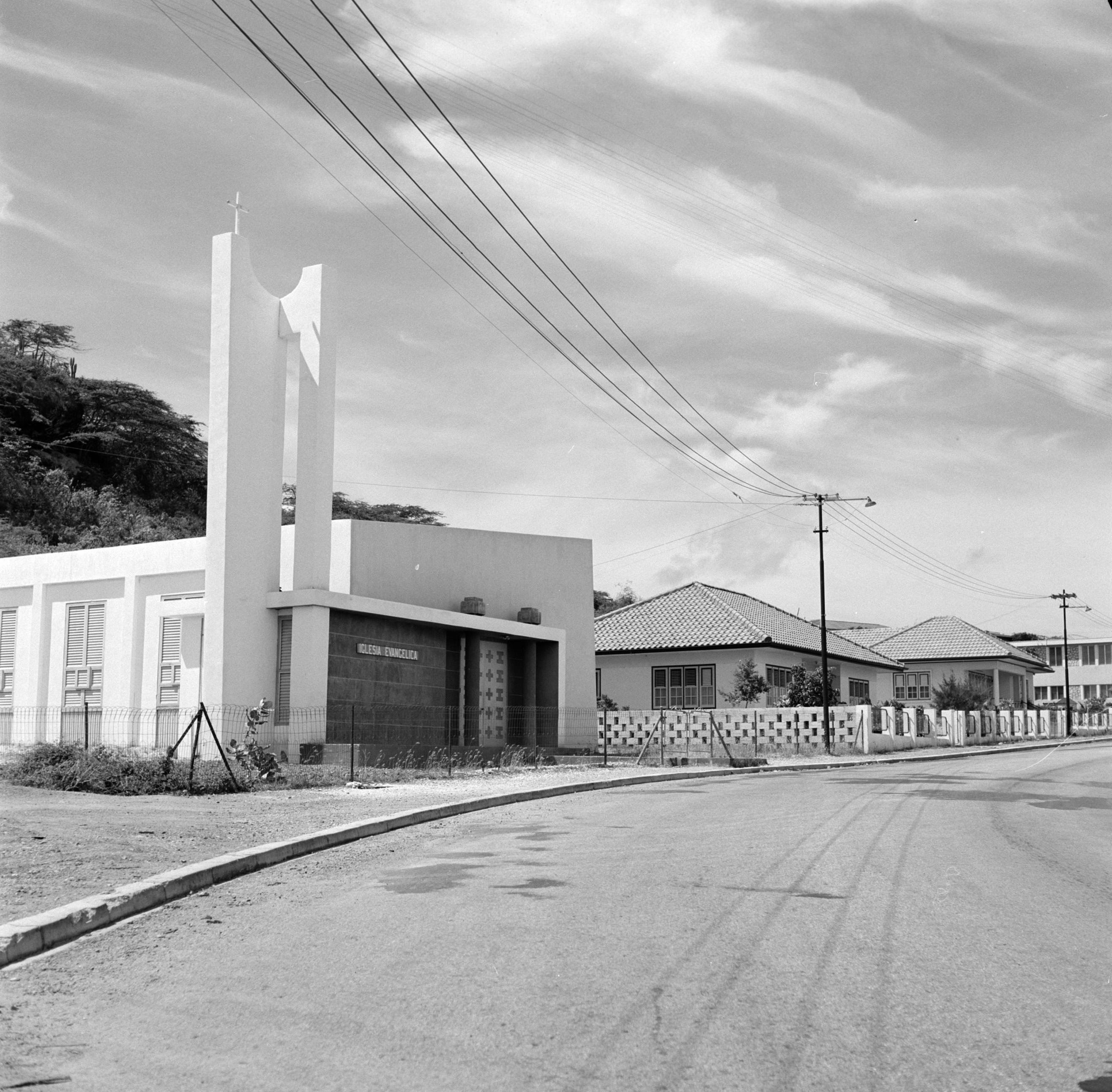
Kerk in Julianadorp